# Area 44 di Brodmann
L'area 44 di Brodmann, o BA44, è una parte della corteccia frontale del cervello umano. È situata anteriormente alla corteccia premotoria (alla BA6) e sulla superficie laterale, leggermente sotto alla BA9.
Quest'area è anche nota come la pars opercularis (del giro inferiore frontale) e fa riferimento a una suddivisione definita tramite la citoarchitettonica della regione frontale della corteccia cerebrale. Nell'essere umano questa corrisponde approssimativamente alla parte opercolare del giro inferiore frontale (H). Dunque, si trova delimitata caudalmente dal solco inferiore precentrale (H) e rostralmente da una propaggine anteriore ascendente del solco laterale (H). L'area 44 circonda il solco diagonale (H). Nella profondità del solco laterale costeggia con l'insula. Citoarchitettonicamente è circondata caudalmente e dorsalmente dall'area frontale agranulare 6, dorsalmente dall'area granulare frontale 9 e rostralmente dall'area triangolare 45 (Brodmann-1909).

## Funzioni
- Nel 90% della popolazione, nella parte sinistra di quest'area si localizza il linguaggio parlato (insieme all'area di Brodmann 45 dello stesso emisfero cerebrale sinistro).[1] La BA44 include "l'area di Broca", un'importante regione coinvolta in compiti semantici. Alcuni dati suggeriscono che la BA44 sia più coinvolta nel processamento fonologico e sintattico.
- Alcune recenti scoperte suggeriscono che la regione sia implicata anche nella percezione musicale.

## Ictus e area di Broca
Nel 90% dei casi, una lesione ischemica o emorragica che coinvolge l'arteria cerebrale media di sinistra comporta un disturbo del linguaggio parlato e della forza dell'arto di destra (rilevabile con il test di Mingazzini), che deve condurre entro tre ore il paziente al pronto soccorso, per una visita neurologica d'urgenza che può rendere necessario il ricovero d'urgenza in una stroke unit neurologica.

## Aree 44-45 ed elettroencefalografia
Nel sistema 10-20 di posizionamento degli elettrodi, eseguito di routine in elettroencefalografia, l'area 44 e quella 45 vengono esplorate a sinistra dall'elettrodo F7 e a destra dall'elettrodo F8. Se si manifesta un'alterazione elettrica dal normale in Fp1-F7 e in F7-T3 si ha un indizio di attività patologica nell'area di Broca di sinistra. Se si hanno alterazioni (punte o rallentamenti) in Fp2-F8 e f8-T4 si ha un indizio di patologia a destra.
Questi dati possono indurre il Neurologo o il medico curante a richiedere ulteriori esami come la tomografia computerizzata d'urgenza (con o senza mezzo di contrasto).